# 洛斯波苏埃洛斯德卡拉特拉瓦
洛斯波苏埃洛斯德卡拉特拉瓦，是西班牙卡斯蒂利亚-拉曼恰雷阿尔城省的一个市镇。 总面积84平方公里，2001年总人口522人，人口密度6人/平方公里。